# Boronia corynophylla
Boronia corynophylla är en vinruteväxtart som beskrevs av Paul G. Wilson. Boronia corynophylla ingår i släktet Boronia och familjen vinruteväxter. Inga underarter finns listade i Catalogue of Life.